# Media społecznościowe
Media społecznościowe (ang. social media [ˌsəʊʃəl ˈmiːdiə]) – rozwiązania wykorzystujące technologie internetowe i mobilne, umożliwiające komunikowanie się poprzez interaktywny dialog.

## Charakterystyka
Andreas Kaplan i Michael Haenlein definiują media społecznościowe jako „grupę bazujących na internetowych rozwiązaniach aplikacji, które opierają się na ideologicznych i technologicznych podstawach Web 2.0 i które umożliwiają tworzenie i wymianę wygenerowanych przez użytkowników treści”.
Media społecznościowe to media służące do interakcji z wykorzystaniem rozbudowanego zestawu narzędzi komunikacyjnych. Zmieniły one sposób komunikacji organizacji, społeczności i użytkowników, oraz stały się naturalnym miejscem wymiany informacji. Podobnie jak media tradycyjne swój przekaz opierają o pismo, dźwięk, obraz i audiowizualność w nowej płaszczyźnie przestrzeni, zwanej wirtualną. Podstawową różnicą między nimi a mediami tradycyjnymi jest interaktywność użytkowników i możliwość szybkiego publikowania przez nich swoich treści.
Media społecznościowe są projektowane w taki sposób, aby były bardziej uzależniające, z czego niewiele osób zdaje sobie sprawę.
Media społecznościowe są wykorzystywane przez przedsiębiorstwa w celach marketingowych. Są również szeroko wykorzystywane w działaniach public relations, a także w procesach dezinformacji, w szczególności do rozpowszechniania fake newsów.
Największym medium społecznościowym  na świecie jest serwis społecznościowy Facebook.

## Rodzaje mediów społecznościowych

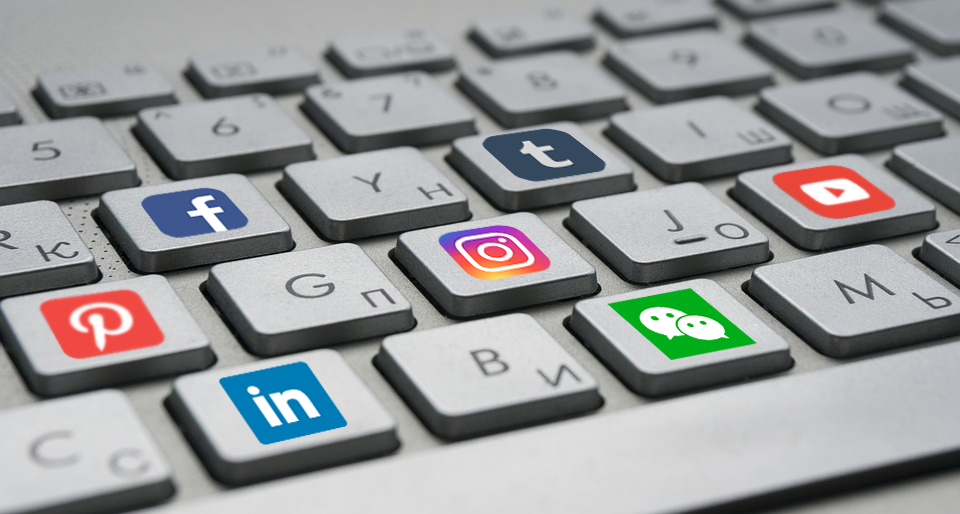
Przykład popularnych mediów społecznościowych

Media społecznościowe są najczęściej utożsamiane z portalami (serwisami) społecznościowymi, jednakże obejmują one również inne strony i aplikacje internetowe m.in. blogi, fora dyskusyjne, mikroblogi, portale umożliwiające udostępnianie zdjęć, nagrań wideo czy recenzowanie produktów/usług oraz zakładki społecznościowe.
Najpopularniejszy podział mediów społecznościowych zaproponowali A.M. Kaplan i M. Haenlein, którzy sklasyfikowali je według dwóch grup czynników - obecności społecznej i bogactwa mediów (pozwalają na nawiązanie relacji między użytkownikami za pomocą różnorodnych form informacji) oraz autoprezentacji i samoujawnienia (jednostka udostępnia prywatne informacje innym użytkownikom). W ten sposób wyróżnili 6 rodzajów mediów społecznościowych, których przykłady zaprezentowano w poniższej tabeli:
| Czynnik określający medium społecznościowe | Czynnik określający medium społecznościowe | Stopień obecności i bogactwa medium | Stopień obecności i bogactwa medium         | Stopień obecności i bogactwa medium       |
| Czynnik określający medium społecznościowe | Czynnik określający medium społecznościowe | niski                               | umiarkowany                                 | wysoki                                    |
| Możliwość autoprezentacji i samoujawnienia | mała                                       | projekty zbiorowe (Wikipedia)       | społeczności skupione wokół treści (Flickr) | wirtualne światy gier (World of Warcraft) |
| Możliwość autoprezentacji i samoujawnienia | duża                                       | blogi (Wordpress)                   | portale społecznościowe (Facebook)          | wirtualne światy społeczne (Second Life)  |
| ------------------------------------------ | ------------------------------------------ | ----------------------------------- | ------------------------------------------- | ----------------------------------------- |

Media o małych możliwościach autoprezentacji odznaczają się tym, że nie posiadają zbyt wielu funkcji personalizacji profili. Do takich sytuacji dochodzi m.in. w przypadku projektów zbiorowych i społeczności skupionych wokół treści, gdzie konta użytkowników najczęściej różnią się nazwą użytkownika, awatarem, ewentualnie bardzo ograniczoną sekcją informacji personalnych. Natomiast media o dużych możliwościach samoujawnienia (blogi i portale społecznościowe) oferują całą gamę narzędzi umożliwiających personalizację profili.
Budowanie osobistych relacji z innymi internautami i przekazywanie różnych typów informacji za ich pośrednictwem również nie jest domeną projektów zbiorowych, które nie są nastawione na tworzenie więzi między użytkownikami i ograniczają się jednie do komunikatów tekstowych. Podobnie dzieje się w przypadku blogów. Jednakże wirtualne światy społeczne i gier, w których to użytkownicy komunikują się w czasie rzeczywistym poprzez stworzone awatary oraz wbudowane komunikatory tekstowe, audio i wideo, stanowią przykłady aplikacji o wysokim stopniu obecności społecznej i bogactwa mediów.
Inny podział mediów społecznościowych zaproponowali Thomas Aichner i Frank Jacob. Wyróżnili w nim:
- blogi - najstarsza forma mediów społecznościowych składająca się z chronologicznie ułożonych postów, które mogą być czytane i komentowane przez odwiedzających go użytkowników (Wordpress, Blogspot);
- mikroblogi - serwisy działające na podobnej zasadzie jak blogi. Pozwalają na publikację krótkich materiałów tekstowych, które mogą zostać urozmaicone przez zdjęcia, filmy lub linki (np. Twitter, Tumblr), albo mogą przyjąć postać mikroblogów o treściach wyłącznie graficznych (Instagram). Nawiązują najczęściej do aktualnych wydarzeń. Możliwe jest ich udostępnianie nieograniczonej liczbie odbiorców lub subskrybowanie;
- sieci biznesowe - służą do nawiązywania i utrzymywania kontaktów w sferze zawodowej. Zakładając profil użytkownicy dzielą się informacjami na temat swojej edukacji, doświadczenia zawodowego oraz umiejętności, co zwiększa ich szanse podczas poszukiwania pracy (LinkedIn, GoldenLine).
- projekty zbiorowe - przedsięwzięcia oparte na zbiorowej współpracy. Pozwalają wielu użytkownikom jednocześnie na tworzenie i edytowanie treści w ramach jednego projektu, którego wyniki są zazwyczaj udostępnianie w formule open source (Wikipedia);
- korporacyjne sieci społecznościowe - są skierowane wyłącznie do pracowników konkretnej firmy lub grupy. Działają identycznie jak portale społecznościowe. Mają ułatwić pracownikom nawiązywanie kontaktów w pracy oraz wymianę pomysłów i doświadczeń w celu zwiększenia efektywności zarządzania wiedzą w firmie;
- fora - publiczne platformy dyskusyjne służące wymianie poglądów, opinii i doświadczeń (Reddit);
- udostępnianie zdjęć - umożliwiają przesyłanie, hosting oraz udostępnianie zdjęć. W niektórych przypadkach zdjęcia mogą być edytowane online, zbierane w albumy oraz komentowane przez innych użytkowników (Flickr, Photobucket);
- serwisy ratingowe - to strony zawierające recenzje produktów oraz usług. Umożliwiają również wyrażenie własnego zdania w postaci dodania recenzji lub oceny w skali punktowej (TripAdvisor, Filmweb, IMDB);
- serwisy społecznościowe - portale służące podtrzymywaniu lub nawiązywaniu znajomości. Umożliwiają stworzenie profilu, na którym użytkownicy będą mogli zamieścić posty tekstowe, zdjęcia i filmy, aby móc zostać odnalezionym przez znajomych. Z czasem firmy zaczęły korzystać z takich serwisów, aby promować własne marki i przekazywać najnowsze informacje swoim konsumentom (Facebook, Google+, Orkut, Tuenti, naszaklasa.pl);
- zakładki społecznościowe - pomagają w zarządzaniu odnośnikami do stron internetowych. Pozwalają na ich gromadzenie, zapisywanie i organizowanie w ramach jednej wspólnej platformy, która umożliwia dzielenie się nimi pomiędzy znajomymi i innymi użytkownikami (Delicious, Pinterest);
- gry społecznościowe - pozwalają na nawiązywanie interakcji społecznych pomiędzy graczami. Wśród nich znajdują się internetowe gry karciane, quizy i inne gry wymagające współpracy użytkowników (FarmVille, GoodGame Empire);
- udostępnianie filmów - platformy umożliwiające użytkownikom na przesyłanie i udostępnianie prywatnych lub oficjalnych materiałów audiowizualnych oraz ich legalne oglądanie (YouTube, Vimeo, Dailymotion, TikTok);
- światy wirtualne - gry komputerowe wymagające podłączenia urządzenia do Internetu, w których bierze udział duża liczba nieznajomych sobie graczy (massively multiplayer online world). Użytkownicy tworzą swoje wirtualne odpowiedniki (awatary), za pomocą których biorą udział w wirtualnych wydarzeniach lub komunikują się z innymi graczami. Czas płynie w nich niezależnie od obecności użytkowników (nawet gdy użytkownik nie jest zalogowany). Często w wirtualnych światach gracze posługują się wirtualnymi walutami, które posiadają realną wartość pieniężną i pozwalają firmom sprzedawać wirtualne lub prawdziwe produkty (Second Life, Furcadia, Guild Wars).

Klasyfikacje Ph. Kotlera i K.L. Kellera, Tomasza Bonka i Marty Smaga czy Grzegorza Mazurka, uwzględniają jeszcze inne typy mediów społecznościowych: internetowe repozytoria multimedialne (Skype), serwisy dziennikarstwa obywatelskiego (Wiadomości24.pl), grupę serwisów e-commerce (Allegro.pl), social lending (Kokos.pl) oraz kantorów społecznościowych (Walutomat.pl).
Z kolei Anatoily Gruzd i Jeffrey Roy oraz Dominik Kaznowski dzielą media społecznościowe ze względu na podejmowane w nich w działania. D. Kaznowski wyróżnia media społeczne służące:
- publikacji opinii i poglądów (blogi, mechanizmy wiki, serwisy dziennikarstwa obywatelskiego),
- współdzieleniu zasobów (Flickr, SlideShare, YouTube),
- budowaniu i podtrzymywaniu relacji (portale społecznościowe, wirtualne światy),
- komunikowaniu i dyskusji (fora, komunikatory internetowe, czaty),
- bieżącemu informowaniu i komentowaniu aktualności (mikroblogi, serwisy alertowe, a także typu livestream, livecast),
- współtworzeniu (Dokumenty Google, gry MMO).

## Rodzaje użytkowników mediów społecznościowych
W 2010 roku Forrester Research, Inc. przeprowadziło badania zachowań społecznych internautów, które umożliwiły wyróżnienie 7 typów użytkowników mediów społecznościowych. Najbardziej aktywną grupą okazali się twórcy (creators), prowadzący blogi, tworzący własne strony internetowe, udostępniający tworzone przez siebie materiały audio lub wideo, publikujący materiały tekstowe. Rozmówcy (conversationalists) okazali się mniej aktywną grupą. Ograniczają się oni do uaktualniania statusów w serwisach społecznościowych lub zamieszczają wpisy na mikroblogach. Kolejną grupą są krytycy (critics), którzy oceniają i komentują produkty, usługi, blogi, ale także pozostają aktywni na forach i edytują artykuły w wiki. Odrębną grupą wyróżniającą się aktywnym udziałem w mediach społecznościowych są kolekcjonerzy (collectors), którzy są zwolennikami folksonomii i się do niej przyczyniają. Ponadto potrafią się posługiwać protokołem RSS. Natomiast fasadowi społecznościowcy (joiners) jedynie utrzymują swoje profile i konta na portalach społecznościowych. Widzowie (spectators) są użytkownikami wyłącznie korzystającymi z zasobów internetowych (oglądają wideo innych użytkowników, słuchają podcastów, czytają blogi, fora, tweety, recenzje, zwracają uwagę na ratingi). Natomiast bezczynni (inactives) nie podejmują żadnej z wymienionych wcześniej czynności.

## Media społecznościowe a dezinformacja
W styczniu 2012 r. Departament Wywiadu Zagranicznego Federacji Rosyjskiej (SVR) ogłosił trzy zamknięte przetargi o wartości ponad 30 milionów rubli, których celem było opracowanie nowych metod monitorowania blogosfery. Głównym zadaniem była „masowa dystrybucja wiadomości informacyjnych w określonych sieciach społecznościowych w celu kształtowania opinii publicznej” (zob. dezinformacja). Były to trzy związane ze sobą projekty:
- Dysput - pierwszy etap to monitoring treści blogosfery i sieci społecznościowych. Według dokumentacji przetargowej zadania to „badanie procesów kształtowania społeczności oraz rozpowszechniania informacji w sieciach społecznościowych” oraz „wyznaczenie czynników, które wpływają na popularność oraz szerokość rozchodzenia się informacji”;
- Monitor-3 – drugi etap to „rozpracowywanie metod organizacji oraz kierowania w internecie wirtualną wspólnotą ekspertów, które służą stawianiu zadań oraz kontroli pracy w mediach społecznych jak również regularnemu otrzymywaniu od ekspertów informacji w obrębie zadanych tematów”;
- Sztorm-12 – ostatni trzeci etap, który operuje umieszczaniem potrzebnych wywiadowi informacji w sieciach społecznościowych. Docelowo system jest przeznaczony zarówno dla prowadzenia sterowania świadomością masową zarówno w kraju, jak i za granicą.

Media społecznościowe są często używane do rozprzestrzeniania dezinformacji i tzw. "fake newsów" (dosł. fałszywych wiadomości, a oznaczających nieprawdziwe wiadomości stające się popularne). Ponieważ wiele z nich umożliwia wyszukiwanie tematycznie (głównie za pomocą tzw. "hashtagów" czyli słów lub fraz poprzedzonych znakiem # (hash), ułatwiających znalezienie i grupowanie elementów) użytkownikom niezwykle łatwo jest tworzyć, rozpowszechniać i przeglądać wszelakiej formy treści na dany temat. To z kolei powoduje, że wiele z nich staje się popularnych, a przez to formuje idealne środowisko do rozprzestrzeniania się dezinformacji, teorii spiskowych i fake newsów.